# Stefano Miceli

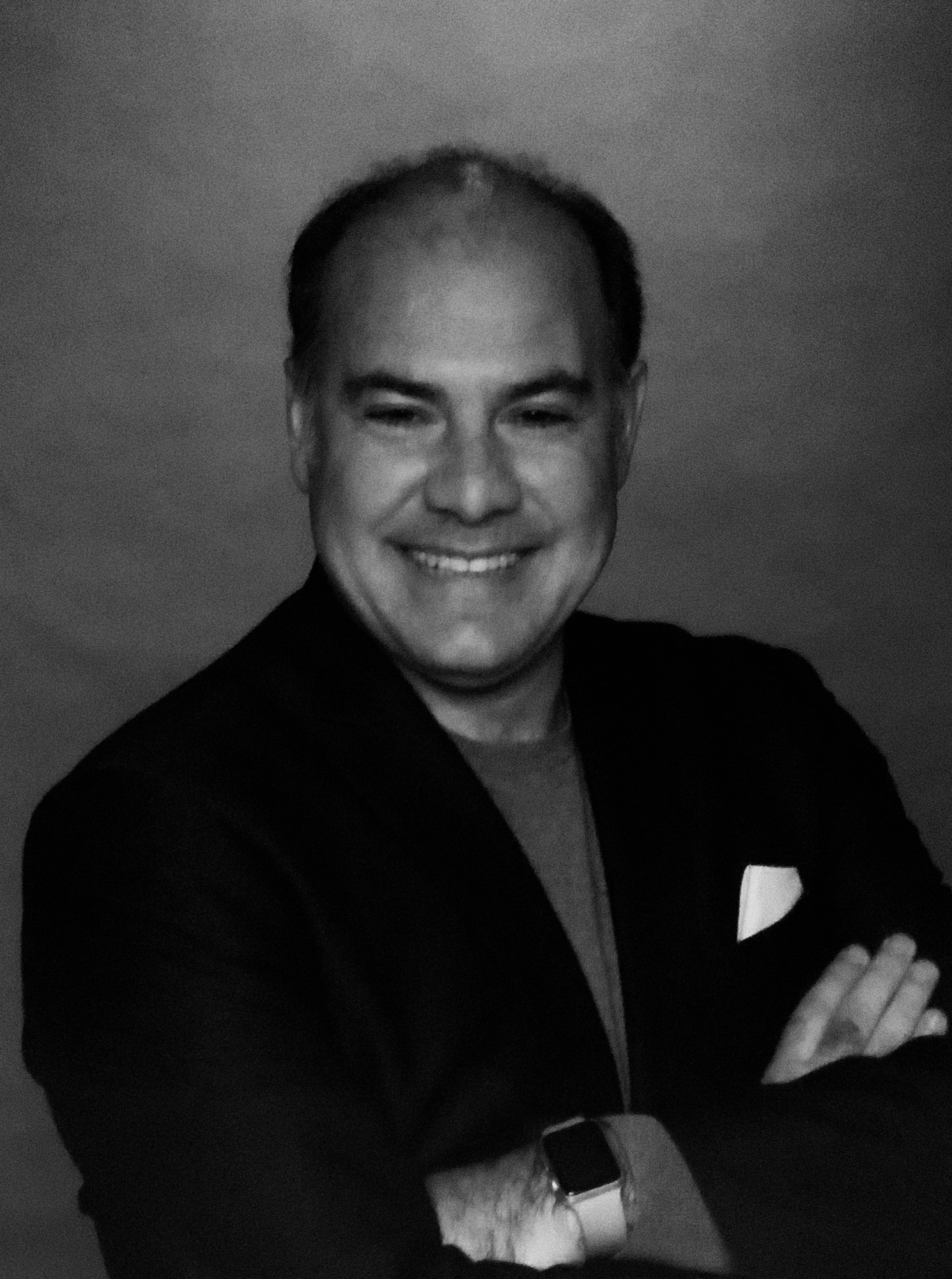
Miceli nel 2019.

Stefano Miceli (Brindisi, 14 aprile 1975) è un pianista e direttore d'orchestra italiano.

## Biografia
Ha guadagnato notorietà internazionale a seguito di importanti debutti nelle sale più prestigiose del mondo tra cui Berliner Philharmonie, Sydney Opera House, Gewandhaus di Lipsia, Carnegie Hall di New York, Forbidden City Concert Hall di Pechino, Teatro la Fenice di Venezia.
Come pianista Stefano Miceli è considerato uno dei più apprezzati esponenti dell'ultima generazione della celebre Scuola Pianistica Napoletana del maestro Vincenzo Vitale e la sua fama internazionale in qualità di pianista è anche legata alla particolare sensibilità con cui si accosta all'interpretazione delle opere pianistiche di Franz Liszt ed alle sonate del settecento italiano.
Ha collaborato in veste di direttore d'orchestra e solista con numerose orchestre nel mondo quali: Salzburg Orchestra, Leipzig Philharmonic Orchestra,  Dallas Virtuosi Chamber Orchestra, Fenice Orchestra, Orchestra da Camera della Scala, Beijing Symphony Orchestra, Milano Metropolitan Orchestra, Orchestra Victoria, Bangkok Symphony, Orchestra Sinfonica Italiana, Saigon Opera House Orchestra, El Sistema Orchestra, Orchestra dei Pomeriggi Musicali di Milano, Las Cruces Symphony Orchestra, e molte altre.
Nel 2010 ha riscontrato una standing ovation alla Carnegie Hall per aver suonato e diretto le Quattro Stagioni di Buenos Aires di Astor Piazzolla per pianoforte e orchestra da lui stesso rivisitate.
Stefano Miceli è stato Visiting Professor in università quali: Boston University, University of New Mexico, University of Omaha Nebraska, California State University Los Angeles, HCMC Conservatory of Music and Hanoi National Academy in Vietnam, Bangkok University, J.S.Bach Music School in Leipzig, Melbourne Conservatory of Music, El Sistema Music School in Venezuela, National Academy of Arts in Malta, and Steinway Academy Veron, e molte altre.
Nel novembre 2015 Stefano Miceli ha accompagnato in Vietnam il Presidente della Repubblica Sergio Mattarella, alla sua prima visita di Stato, dirigendo alla Saigon Opera House in occasione dell'avvio della cooperazione culturale fra Italia e Vietnam. 
Nel 2008 aveva diretto a Roma in occasione del Concerto Celebrativo della Carta Costituzionale, ricevendo una medaglia d'argento dal Presidente Napolitano.
Stefano Miceli ha studiato pianoforte e composizione al Conservatorio di San Pietro a Majella di Napoli per poi perfezionarsi alla Scuola di Musica di Fiesole e alla Catholic University a Washington. Si è diplomato in direzione d'orchestra sotto la guida di Donato Renzetti.
Stefano Miceli è Steinway Artist dal 2011 (Dipartimento di Amburgo) e registra per Appia Records USA e Steinway & Sons Spirio.
Nel 2016 ha fondato e diretto per quattro anni il dipartimento musicale de' La Scuola d'Italia a New York. 
Stefano Miceli è docente di direzione d'orchestra presso la Adelphi University, New York e direttore musicale della Adelphi Symphony Orchestra.
È direttore dell'International Summer Piano Camp of Italy "Brindisi Camp" a Brindisi.
Nel 2022-2023 Stefano Miceli è stato Presidente del Nuovo Teatro Verdi di Brindisi che, per sua volontà, annovera  l'Orchestra del Nuovo Teatro Verdi, di cui lo stesso Stefano Miceli è fondatore e direttore musicale, ed una stagione sinfonica al Nuovo Teatro Verdi dell'orchestra residente. 

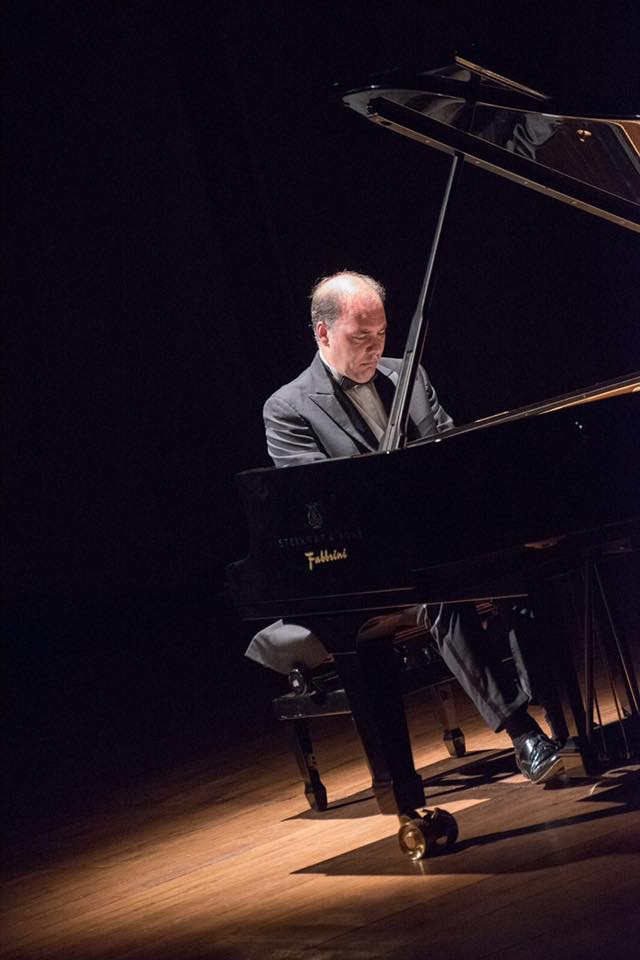
Piano recital in Milan, 2015

Stefano Miceli vive a New York.

## Riconoscimenti
2008 Medaglia d'Argento dal Presidente della Repubblica Giorgio Napolitano (Roma)
2008 Premio Pugliesi nel Mondo (Fiera del Levante di Bari)
2011 Steinway Artist (Amburgo)
2012 Bravo Award (New York)
2016 A. Lincoln Freedom Medal (New York)
2018 Friends Award for Eccellence in the Performing Arts (The American Society of Friends of Teatro Alla Scala, New York).

## Incarichi artistici
Presidente Fondazione Nuovo Teatro Verdi, Brindisi (dal 2022)
Direttore Musicale Orchestra del Nuovo Teatro Verdi, Brindisi (dal 2022) 
Direttore musicale Adelphi Symphony Orchestra, New York, (dal 2019)
direttore artistico e musicale della Milano Metropolitan Orchestra (dal 2013)
"Principal Guest Artist and Conductor Leipzig Philharmonic Orchestra, Germania (2010 - 2011)
Direttore Ospite Orchestra Filarmonica Italiana (2010)
Direttore Musicale Orchestra Sinfonica Italiana (dal 2008)
Consulente Artistico Melbourne Italian Festival, Melbourne (2007-2009)
Direttore Artistico Bergamo Classica Festival, (dal 2004)
Direttore Artistico MIF PRIZE Competition Italy and Australia (2008)
Fondatore e Direttore Artistico Bergamo Festival Internazionale della Cultura (2010 - 2011)

## curiosità
Nel maggio 2023 la sala da concerto del Long Island Music Conservatory nello Stato di New York è stata intitolata a Stefano Miceli.
Nell’agosto 2024 è stata fondata a New York una fondazione non-for-profit con regolamentazione statutaria americana, intitolata a Stefano Miceli (Miceli Arts Foundation,Inc.) con la quale si promuove la cultura fra Italia e America, con particolare attenzione ai giovani talenti.